# Mecistocephalus tahitiensis
Mecistocephalus tahitiensis är en mångfotingart som beskrevs av Charles Thorold Wood 1862. Mecistocephalus tahitiensis ingår i släktet Mecistocephalus och familjen storhuvudjordkrypare. Inga underarter finns listade i Catalogue of Life.